# Ислямска калиграфия
Ислямската калиграфия е основана на арабската азбука и се практикува в страните с ислямски културни традиции. Тя включва арабска, османска и персийска калиграфия. На арабски език е известна като хат ислами (خط اسلامي‎), със значение „ислямска линия, проект или строеж“.
Тя е основана на вярата на изповядващите исляма, че писането е измислено от Аллах и затова изкусното боравене с писеца се смята за божествено умение. Писането е на такава почит, че в украсата на сградите се използват надписи с уголемен шрифт. Развитието на това изкуство е здраво свързано с Корана: глави и цитати от него са универсални текстове. Например често се цитира изказването на пророк Мохамед, че писалката е първото нещо, създадено от Бог

## История
Ранните арабски стилове се развиват по време на Умаядската династия (661 – 750) и в началния период от управлението на Абасидите (750 – 1258). 

## Примери
Калиграфски надписи изобилстват например по стените на двореца Алхамбра в Гренада.